# Suzanne Jambo
 (février 2024).
Suzanne Jambo est une femme politique, avocate et militante des droits de l'homme originaire du Soudan du Sud.

## Biographie

### Éducation
Suzanne Jambo a obtenu un diplôme en droit public de l'université de Buckingham, située au Royaume-Uni.

### Carrière et politique
Jambo a milité activement en faveur des droits humains au Soudan du Sud (et dans le Sud-Soudan avant cela) pendant de nombreuses années. Elle a joué un rôle de négociatrice dans le processus de paix mené par l'Autorité intergouvernementale pour le développement entre 1998 et 2005, ce qui a conduit à la signature de l'Accord de paix global en 2005, mettant fin à 21 ans de guerre civile. Elle a collaboré avec plusieurs associations locales non gouvernementales (ONG) dans le Sud du Soudan afin d'optimiser leur gestion, leur performance et leur envergure. Son engagement était surtout marqué auprès des organisations œuvrant pour la défense des droits des femmes. En 2001, elle a écrit le livre intitulé Dépasser les conflits et les préjugés liés au genre : le cas des femmes et des filles du Nouveau-Soudan,.
Elle a établi le Nouveau réseau autochtone soudanais (NESI), une association regroupant 20 organisations non gouvernementales soudanaises afin de collaborer sur des problématiques communes telles que l'égalité des genres, la reconstruction après les conflits, les droits de l'homme et la promotion de la démocratie. En 2007, NESI collaborait avec 67 organisations non gouvernementales différentes dans la région. Jambo a été désigné comme commissaire de la Commission chargée de rédiger les lois du Sud-Soudan, qui a élaboré la Constitution de 2011 pour le Soudan du Sud.
Pendant huit ans, Jambo a été un conseiller proche de l'actuel président du Soudan du Sud, Salva Kiir Mayardit. Cela s'est produit avant la présidence de Mayardit et pendant son temps au sein du Mouvement populaire de libération du Soudan (SPLM), où Jambo a occupé le poste de secrétaire aux relations extérieures depuis au moins 2010.
Elle a été la première femme à occuper ce poste de secrétaire. Elle a maintenu la même position au moins jusqu'en 2013, date à laquelle elle a exprimé son mécontentement concernant la présence excessive de conseillers d'organisations internationales au sein du gouvernement du Soudan du Sud.
Elle était aussi en désaccord avec Mayardit concernant la nomination de son beau-frère, Gregory Deng Kuac Aduol, en tant que gouverneur de l'État de Gogrial plutôt que sur la question des élections. Par conséquent, Jambo est maintenant une opposante politique au président. En octobre 2017, elle a déclaré qu'elle se porterait candidate à la présidence lors des prochaines élections générales au Soudan du Sud. Jambo est ainsi devenue la première femme à se présenter à la présidence au Soudan du Sud,.